# Chlorid barnatý
Chlorid barnatý je iontová anorganická sloučenina chloru a barya se vzorcem BaCl2. Je to jedna z nejdůležitějších rozpustných solí barya. Podobně jako jiné takové soli je toxický a zbarvuje plamen do žlutozelena. Vykazuje hygroskopické vlastnosti.

## Struktura a vlastnosti
BaCl2 tvoří krystaly jak fluoritového charakteru, tak charakteru chloridu olovnatého. V obou případech jde o projev preference velkého iontu Ba2+ pro koordinační čísla větší než šest. Ve vodném roztoku se chlorid barnatý chová jako obyčejná sůl – jedná se o elektrolyt 1:2, roztok má neutrální pH.
BaCl2 reaguje se síranovým iontem za vzniku bílé sraženiny síranu barnatého.
{\displaystyle {\mathsf {Ba^{2+}\,(aq)+SO_{4}^{2-}\,(aq)\ \to \ BaSO_{4}\,(s)}}}
Podobně reaguje i šťavelan (oxalát):
{\displaystyle {\mathsf {Ba^{2+}\,(aq)+C_{2}O_{4}^{2-}\,(aq)\ \to \ BaC_{2}O_{4}\,(s)}}}

## Příprava
Chlorid barnatý lze připravovat z hydroxidu nebo uhličitanu barnatého; uhličitan se vyskytuje v přírodě jako minerál witherit. Tyto zásadité soli reagují s kyselinou chlorovodíkovou za vzniku hydratovaného chloridu barnatého. Průmyslově se vyrábí dvoustupňovým procesem z barytu (síranu barnatého):
{\displaystyle {\mathsf {BaSO_{4}+4\,C\ \to \ BaS+4\,CO}}}
Síran barnatý reaguje s uhlíkem za vzniku sulfidu barnatého a oxidu uhelnatého.
První krok musí probíhat za vysoké teploty.
{\displaystyle {\mathsf {BaS+CaCl_{2}\ \to \ BaCl_{2}+CaS}}}
Sulfid barnatý reaguje s chloridem vápenatým za vzniku chloridu barnatého a sulfidu vápenatého.
Ve druhém kroku je třeba roztavit reaktanty. BaCl2 se z výsledné směsi vyplaví vodou.
Z vodných roztoků krystalizuje chlorid barnatý do podoby bílých krystalů dihydrátu: BaCl2·2H2O.

## Použití
Jakožto levná, rozpustná sůl barya má chlorid barnatý široké spektrum aplikací v laboratoři. Běžně se používá pro testování na přítomnost síranového iontu (princip – viz výše). V průmyslu se využívá hlavně k čištění solanky a při výrobě solí pro tepelné zpracování, cementování ocelí, při výrobě pigmentů a pro výrobu dalších solí barya. BaCl2 lze použít i v zábavní pyrotechnice pro tvorbu jasně zelené barvy. Použitelnost je však limitována toxicitou BaCl2.

## Bezpečnost
Chlorid barnatý, stejně jako další ve vodě rozpustné soli barya, je velmi toxický. Potenciálními antidoty jsou síran sodný a hořečnatý, protože mohou převést chlorid na nerozpustný (a tedy netoxický) síran barnatý.